# بيت عبد الرزاق (الرضمة)

تعديل مصدري - تعديل

بيت عبد الرزاق محلة تابعة لقرية الجرف الاعلى، التابعة لعزلة يحير بمديرية الرضمة إحدى مديريات محافظة إب في الجمهورية اليمنية.، بلغ تعداد سكانها 139 حسب تعداد اليمن لعام 2004.